# Grzegorz Madej

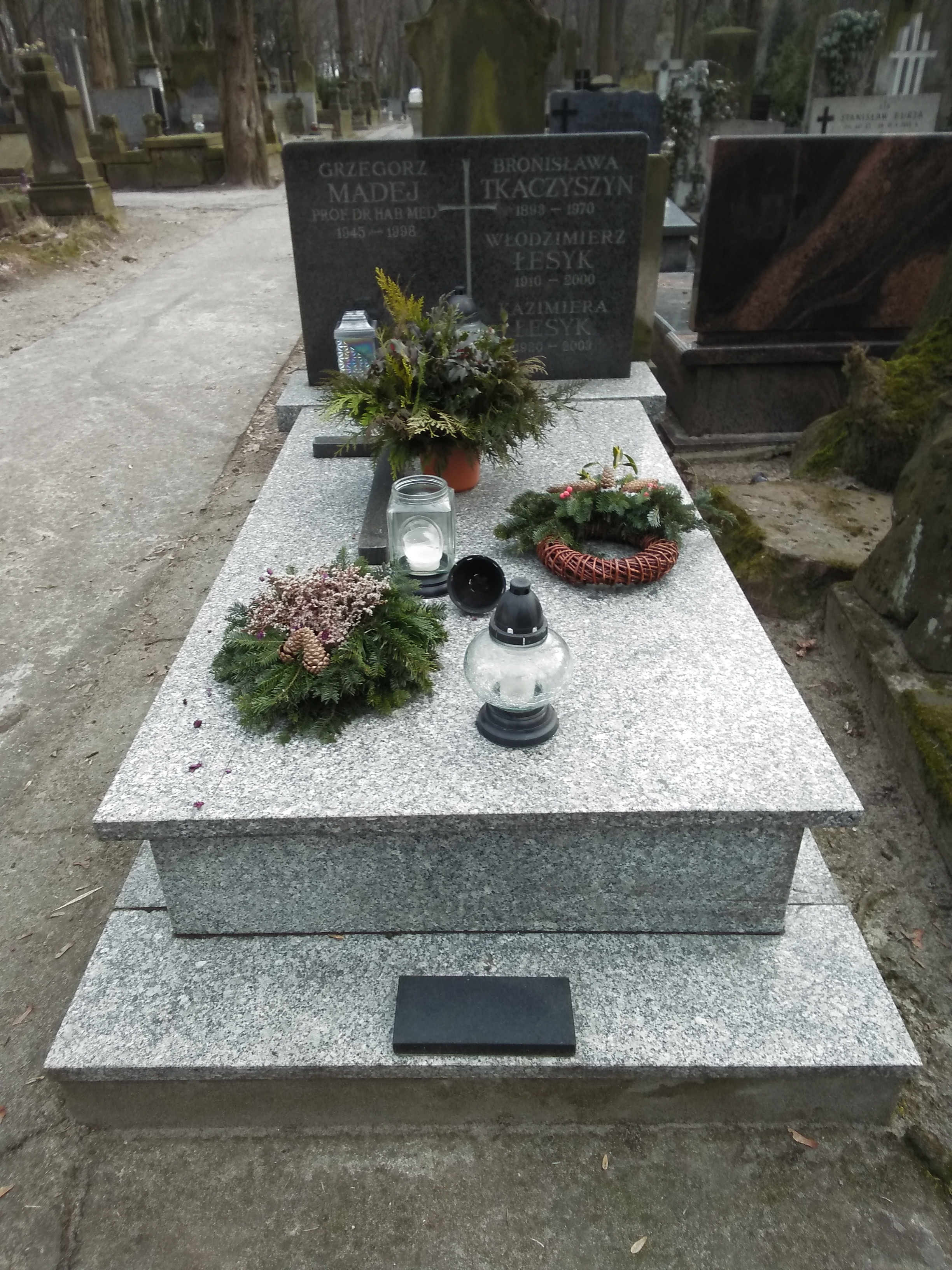
Nagrobek prof. Grzegorza Madeja na cmentarzu Powązkowskim w Warszawie

Grzegorz Bartłomiej Madej (ur. 7 lutego 1945 w Warszawie, zm. 1998) – polski lekarz, profesor doktor habilitowany nauk medycznych o specjalnościach naukowych chemioterapia nowotworów i onkologia.

## Życiorys
Absolwent VI Liceum Ogólnokształcącego im. Tadeusza Reytana w Warszawie (1963). Ukończył studia medyczne w Akademii Medycznej w Warszawie (1969). Lekarz specjalista w zakresie radioterapii (I stopień specjalizacji, 1975) i chemioterapii (II stopień specjalizacji, 1983). W 1976 uzyskał stopień naukowy doktora nauk medycznych na podstawie rozprawy Krioterapia jako metoda leczenia chorych na nowotwory skóry i czerwieni warg, a w 1986 habilitował się na podstawie pracy Skojarzone chemiczne i chirurgiczne radykalne leczenie chorych na nienasieniaki. 24 marca 1995 otrzymał tytuł profesora nauk medycznych.
Związany zawodowo z Instytutem Onkologii w Warszawie, gdzie pracował od 1971. Od 1985 kierownik Przychodni Centrum Onkologii, w 1994 objął stanowisko kierownika Kliniki Nowotworów Układu Moczowego Centrum Onkologii Instytutu w Warszawie. Pomysłodawca i pierwszy prezes Polskiego Towarzystwa Onkologii Klinicznej, założonego w 1996, członek Polskiego Towarzystwa Onkologicznego, Polskiego Towarzystwa Lekarskiego, Polskiego Towarzystwa Urologicznego i Europejskiego Towarzystwa Urologicznego. W 1987 otrzymał Nagrodę Ministra Zdrowia i Opieki Społecznej. Wypromował sześciu doktorów.
Pochowany na cmentarzu Powązkowskim w Warszawie (kwatera 276, rząd 4, miejsce 1).